# Couronnement des ducs de Bretagne

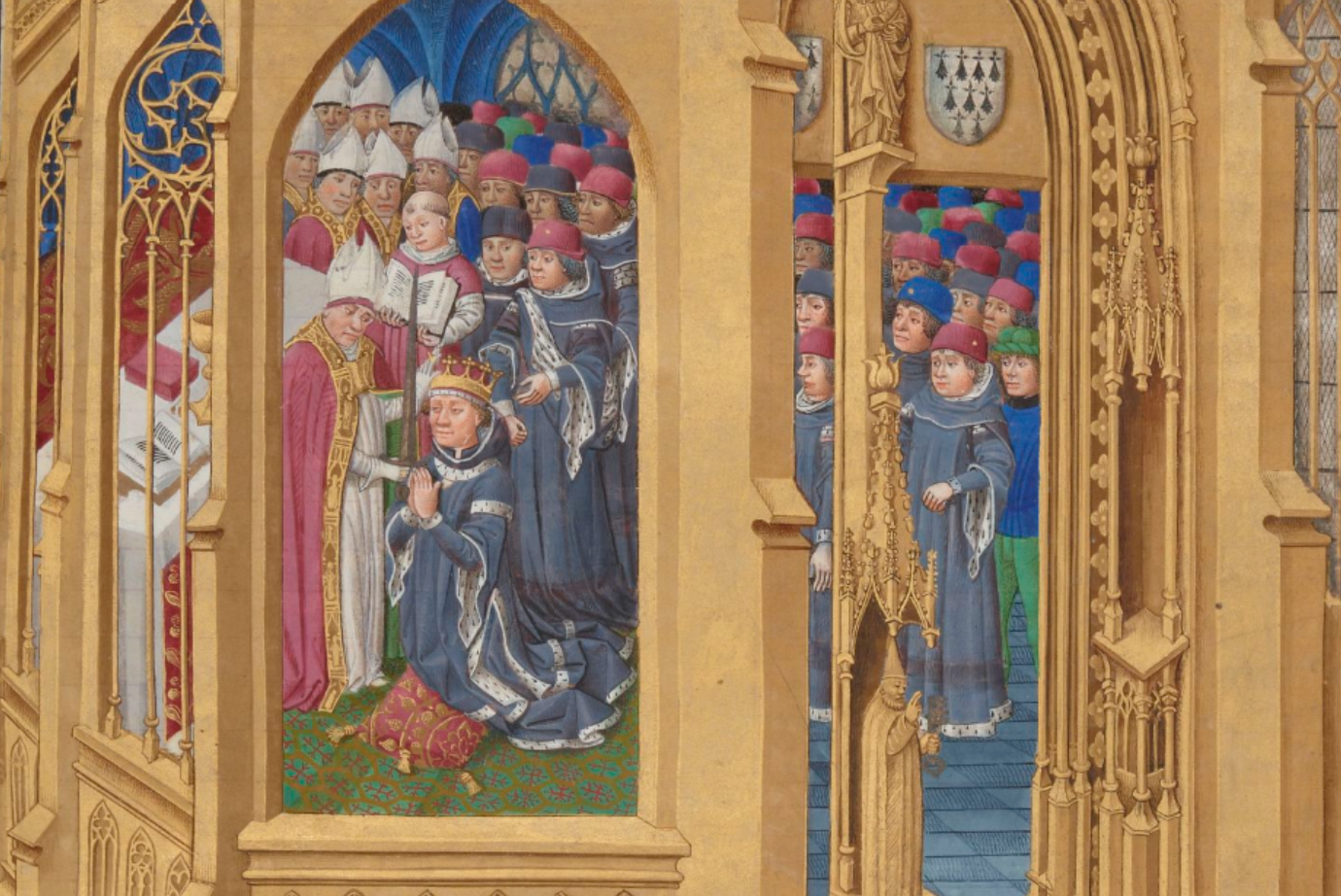
Couronnement du duc François Ier de Bretagne en 1442.

Le couronnement des ducs de Bretagne est une cérémonie d'investiture au cours de laquelle le nouveau duc de Bretagne est couronné. Existant depuis le Xe siècle, la cérémonie va réellement se développer durant le XVe siècle, quelques décennies avant l'union à la France. Un dernier couronnement aura tout de même lieu pour le dauphin François, fils aîné de François Ier, avant de disparaitre complètement.

## Histoire
Une cérémonie de couronnement pour un duc de Bretagne existe au moins depuis Conan Ier de Bretagne, car elle fut racontée par les chroniques de Raoul Glaber. Il est cependant très probable que des cérémonies équivalentes se soient déroulées dès l'époque du royaume de Bretagne, et aient inspiré les rituels ducaux. La prestation de serment devant la porte mordelaise remonte quant à elle au moins à 1213 pour le début de régence de Pierre Mauclerc. 
Si le cérémonial du couronnement date au minimum du XIe siècle, la première description précise que nous possédions date du couronnement de Jean V de Bretagne par Anselme de Chantemerle en 1401 et décrit en latin dans le Chronicon Briocense. Au XVe siècle, sous la dynastie Monfort, les couronnements ducaux développent réellement leurs fastes et leurs rituels au même moment où, dans une tentative d'autonomie face au royaume de France, les ducs utilisent la formule « par la grâce de Dieu » dans les actes de leurs chancelleries.
En 1442, François Ier réalise son couronnement, dans une cérémonie et représentée dans la Compillation des cronicques et ystoires des Bretons de Pierre Le Baud. Les rituels ducaux ne se modifieront quasiment plus après cela.
Le dernier « vrai » couronnement breton est fait en 1489 pour Anne de Bretagne, dans un contexte de guerre avec la France. La cérémonie, considérée comme peu représentative des coutumes en raison de la faiblesse des moyens, est cependant probablement la plus exactement décrite dans le Missel pontifical de Michel Guibé.
En 1532, dans le contexte de l'union de la Bretagne à la France, un dernier couronnement ducal est réalisé pour François de France, dauphin de France, et qui devient duc sous le nom de François III de Bretagne. Même si la Bretagne commence à ne devenir plus qu'un simple province du royaume, le roi François Ier veut que son fils soit « receu et couronné en vray duc et seigneur propriétaire de Bretagne, avec toutes solemnitez et autres choses requises et acoustumées d’estre faictes, gardant les louables et anciennes coustumes dudit pays ». Le dauphin-duc se présente par le nord, via la porte aux Foulons, à cause de son cortège trop nombreux et sera ensuite couronné par Yves Mahyeuc.

## Déroulement

### Entrée solennelle
Avant d'entrer dans la ville, le duc en costume de cérémonie se présente à l'entrée de Rennes (capitale du duché) par la porte mordelaise avec cortège, précédé des hérauts. Devant l'évêque de Rennes et le gouverneur de la ville, il fait le serment sur les reliques de maintenir les « droitures, souverainetés, noblesses, libertés et franchises du patrimoine de Bretagne », de protéger l'Église et de rendre une Justice impartiale. Il reçoit alors les clés de la ville et se place sous un dais porté par quatre gentilshommes. Il entre alors dans la ville décorée et pavoisée pour se faire voir du peuple. Après avoir écouté les vêpres, il se retire dans le manoir épiscopal jouxtant la cathédrale Saint-Pierre et passe une nuit de veille en prière.

### Couronnement
Le lendemain, le duc habillé d'une robe de cérémonie blanche et d'un habit royal bleu entre dans la cathédrale, où il est revêtu d'un manteau pourpre doublé d'hermine. Une fois installé sur son trône, on lui remet les regalia de Bretagne : la bannière royale, l'épée ducale bénie par l'évêque et le sceptre. En lui remettant l'épée, l'évêque récite la formule liturgique :

« On vous donne cette épée au nom de monseigneur saint Pierre, comme on l'a donnée aux rois et ducs vos prédécesseurs en signe de justice, pour défendre l'Église et le peuple qui vous est commis, en prince équitable. Dieu veuille que ce soit ainsi, et que vous en puissiez rendre vrai compte au jour du jugement, au sauvement de vous et dudit peuple. »

Enfin, le duc est couronné avec le cercle ducal (apparu en 988, mais qui peut être un diadème, un bonnet ou une couronne fermée à partir du XVe siècle). En le couronnant, l'évêque récite :

« On vous baille, au nom de Dieu et de monseigneur saint Pierre, ce cercle qui désigne que vous recevez votre puissance de Dieu le tout puissant, puisque étant rond, il n'a ni commencement ni fin. Ce Dieu vous réserve une couronne plus durable dans le ciel, si vous remplissez vos devoirs en contribuant par vos soins à l'exaltation de la foi et à la tranquillité de l'Église et de vos sujets. »

Depuis son trône, le duc répond « Amen » à chaque partie du sermon récité par l'évêque. Il retourne ensuite à son prie-Dieu pour entendre un Te Deum. Avant de sortir, il adoube plusieurs nobles bretons, généralement les premiers pairs du duché. Il monte alors sur son palefroi et parade en triomphe dans les rues de Rennes avant d'aller présider un grand banquet festif.